# Pitcairnia adscendens
Pitcairnia adscendens är en gräsväxtart som beskrevs av Lyman Bradford Smith. Pitcairnia adscendens ingår i släktet Pitcairnia och familjen Bromeliaceae. Inga underarter finns listade i Catalogue of Life.